# Dysdera machadoi
Dysdera machadoi este o specie de păianjeni din genul Dysdera, familia Dysderidae, descrisă de Ferrández, 1996. Conform Catalogue of Life specia Dysdera machadoi nu are subspecii cunoscute.